# Шкрянче (Іванчна Гориця)
Шкрянче (словен. Škrjanče) — поселення в общині Іванчна Гориця, Осреднєсловенський регіон, Словенія. Висота над рівнем моря: 327,6 м.